# Retinosquisis
Se conoce como retinosquisis a una enfermedad del ojo en la cual la retina se divide espontáneamente en dos capas, una externa, también llamada coroidea por encontrarse unida a la coroides y otra interna o vítrea por estar cercana al humor vítreo.

## Descripción
Existen dos tipos de retinosquisis, la congénita que aparece en la infancia y la degenerativa que afecta a los adultos.

### Retinosquisis degenerativa
La retinosquisis degenerativa es una afección frecuente, pues está presente en el 20% de la población adulta, sobre todo en aquellas personas que padecen miopía. 
Afecta principalmente a la porción periférica de la retina, respetando la parte central o mácula que es la zona con máxima sensibilidad, por lo cual sus consecuencias no son graves, aunque en raras ocasiones puede causar desprendimiento de retina.

### Retinosquisis congénita

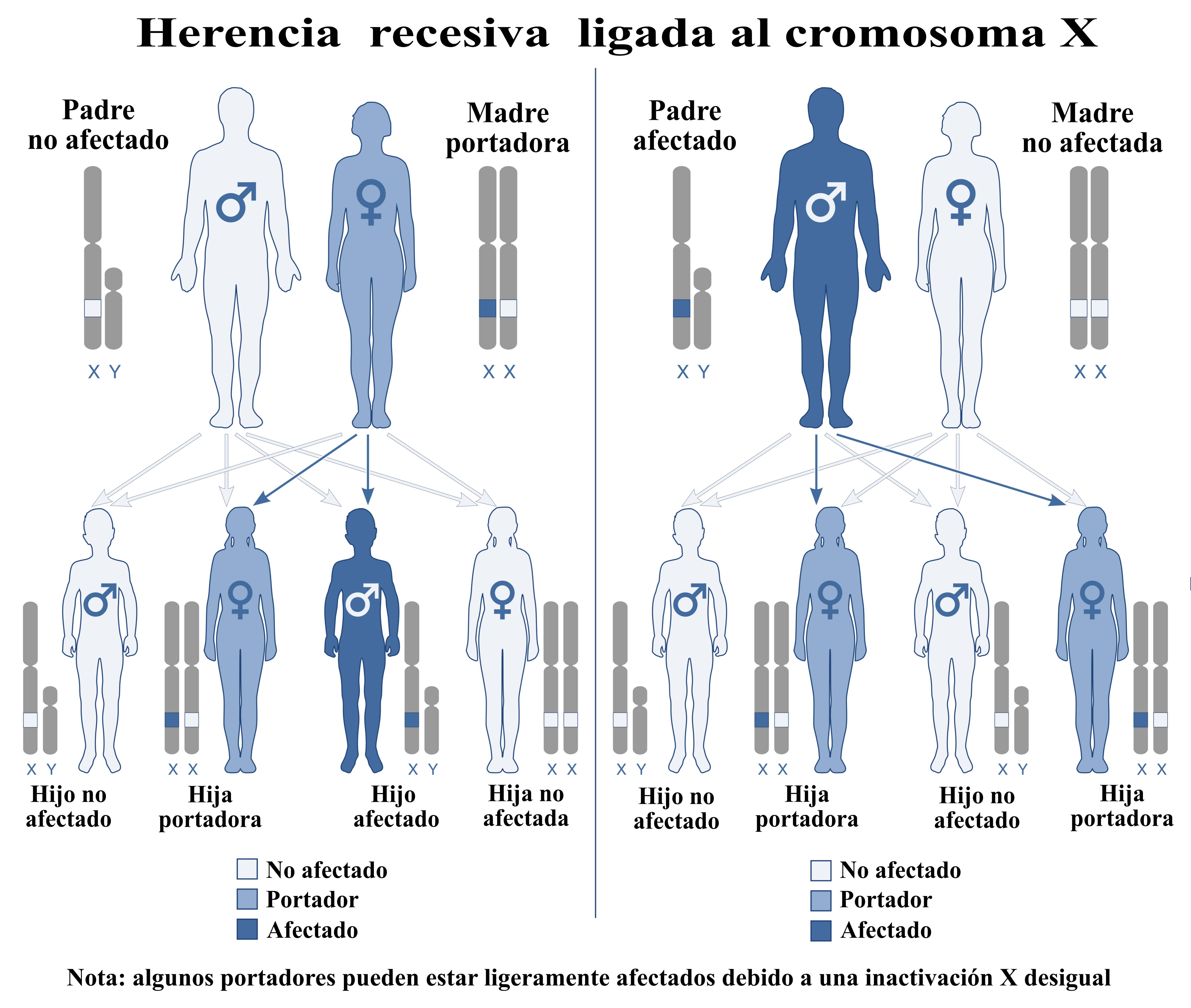
Situaciones de herencia recesiva ligada al cromosoma X

La retinosquisis congénita, también llamada retinosquisis juvenil o ligada al cromosoma X, es una rara enfermedad hereditaria que se hereda ligada al cromosoma X, por lo cual las madres actúan como transmisoras de la enfermedad pero no la padecen, los afectados son casi siempre varones. Se estima que esta forma mucho menos común de retinosquisis afecta a uno entre 5000 a 25000 individuos, principalmente hombres jóvenes. 
Si la retinosquisis afecta la mácula, entonces el área central de visión de alta definición –usada para ver detalles- está perdida y esta es una forma de enfermedad macular. Aunque puede ser descrita por algunos como una “degeneración”, el término degeneración macular debería reservarse para la enfermedad específica: degeneración macular debida a la edad. 
El hijo varón de una madre portadora tiene el 50% de posibilidades de presentar la enfermedad, mientras que una hija no la padecerá, pero también tiene el 50% de probabilidades de ser portadora del gen anómalo y transmitirlo a su vez a sus descendientes. Los varones afectados transmiten el gen a todas sus hijas que serán portadoras, pero nunca a sus hijos varones. 
Los primeros síntomas pueden aparecer en niños de entre 5 y 10 años, en los que se produce deficiencia en la capacidad visual que se manifiesta sobre todo como dificultad para la lectura, pero ocasionalmente se los identifica aun siendo infantes pequeños. 
Los quistes son usualmente sólo detectables por un oftalmólogo entrenado. En algunos casos la visión no se puede mejorar con lentes debido a que el tejido nervioso en sí mismo está dañado por los quistes. 
A diferencia de la retinosquisis degenerativa, se afecta la porción más sensible de la retina que es la mácula, ocasionando una retinosquisis foveal. Mediante la observación del fondo de ojo pueden apreciarse unas lesiones características en la retina que consisten en formaciones quísticas con una serie de trazos radiales que se denominan en radios de bicicleta por recordar a una rueda de estos vehículos.
Muy pocos de los individuos afectados quedan completamente ciegos debido a la retinosquisis, pero algunos de los enfermos tienen una visión de lectura muy limitada y pueden calificar como legalmente ciegos. La agudeza visual se puede reducir en ambos ojos y los individuos afectados tienen un riesgo mayor de desprendimiento de retina y hemorragia ocular. 
Las complicaciones incluyen desprendimiento de retina que afecta entre el 5 y 22% de los pacientes y hemorragias vítreas que sufren entre el 4% y el 40%. Estas complicaciones pueden manifestarse como perdida de visión de inicio brusco. Sin embargo, la evolución de la enfermedad es muy variable entre los distintos casos y puede ir desde efectos muy reducidos hasta las complicaciones mencionadas. 
Es importante que las personas afectadas por esta enfermedad controlen el estado de su retina regularmente. Con un fondo de ojo pueden detectarse zonas débiles en la retina ocasionadas por la enfermedad que pueden repararse con la aplicación de láser argón, lo cual contribuirá notablemente a reducir el riesgo de sufrir las complicaciones anteriormente mencionadas.